# Chthonocephalus
Chthonocephalus es un género de plantas con flores perteneciente a la familia de las asteráceas. Comprende 9 especies descritas y de estas, solo 7 aceptadas.

## Taxonomía
El género fue descrito por Steetz in Lehm.  y publicado en Plantae Preissianae 1: 444. 1845. La especie tipo es: Chthonocephalus pseudevax Steetz.
Etimología
Chthonocephalus: nombre genérico que deriva de las palabras griegas khthon, khthonos, que significa "tierra, suelo", y kephale que significa  "cabeza" que se refiere a que las cabezas están en el suelo.

## Especies
A continuación se brinda un listado de las especies del género Chthonocephalus aceptadas hasta julio de 2012, ordenadas alfabéticamente. Para cada una se indica el nombre binomial seguido del autor, abreviado según las convenciones y usos.
- Chthonocephalus muellerianus P.S.Short
- Chthonocephalus multiceps J.H.Willis
- Chthonocephalus oldfieldianus P.S.Short
- Chthonocephalus pseudevax Steetz
- Chthonocephalus spathulatus P.S.Short
- Chthonocephalus tomentellus (F.Muell.) Benth.
- Chthonocephalus viscosus P.S.Short